# José Vázquez Díaz
José Vázquez Díaz OdeM (* 20. November 1913 in Monforte de Lemos, Galicien; † 30. Mai 1998) war ein spanischer Ordensgeistlicher und römisch-katholischer Bischof von Bom Jesus do Gurguéia.

## Leben
José Vázquez Díaz trat der Ordensgemeinschaft der Mercedarier bei und empfing am 8. November 1936 das Sakrament der Priesterweihe.
Am 8. Juli 1956 ernannte ihn Papst Pius XII. zum Titularbischof von Usula und bestellte ihn zum Koadjutor-Prälaten von Bom Jesus do Piauí. Der Erzbischof von Santiago de Compostela, Fernando Kardinal Quiroga y Palacios, spendete ihm am 9. September desselben Jahres die Bischofsweihe; Mitkonsekratoren waren der Bischof von Tui, José Ángel López Ortiz, und der Bischof von Palencia, José Souto Vizoso. José Vázquez Díaz wurde am 8. März 1958 in Nachfolge des verstorbenen Inocéncio Lopez Santamaria OdeM Prälat von Bom Jesus do Piauí. Am 26. Mai 1978 verzichtete Carlesi auf das Titularbistum Usula. José Vázquez Díaz wurde am 26. Oktober 1981 infolge der Erhebung der Territorialprälatur Bom Jesus do Piauí zum Bistum von Papst Johannes Paul II. zum ersten Bischof von Bom Jesus do Gurguéia ernannt. 
Am 1. März 1989 nahm Johannes Paul II. das von José Vázquez Díaz aus Altersgründen vorgebrachte Rücktrittsgesuch an.
José Vázquez Díaz nahm an allen vier Sitzungsperioden des Zweiten Vatikanischen Konzils teil.